# Йоганн Полєк
Йоганн Полєк (Johann Polek; 1843—1915) — австрійський історик і бібліограф, доктор філософії, надвірний радник. 1896—1904 — хранитель (кустош), 1904—12 — директор бібліотеки Чернівецького університету. Автор досліджень з економічної, політичної і культурної історії, етнографії, історіографії, бібліографії та статистики Буковини кінця 18 — поч. 19 ст., у додатках до яких опублікував багато документів.
Головні праці: «Здобуття Буковини Австрією» (1889), «Опис Буковини генерала Сплені» (1893), «Огляд досліджень із краєзнавства та народознавства Буковини від 1773 року» (1892), «Буковина на початку 1783 року» (1894). Найбільше матеріалів друкував у «Щорічниках Буковинського краєзнавчого музею», серед них: «Топографічний опис Буковини Ф.Міга» (1897), «Покажчик населених пунктів Буковини у 1775 р.» (1893), «Вірнопідданська присяга Буковини 12 жовтня 1777 р.» (1902), «Старообрядці на Буковині» (1896—99), «Мандрівки Йосифа II до Галичини і Буковини та їхнє значення для останньої провінції» (1895), «Об'єднання Буковини з Галичиною в 1786» (1900), «Буковина на початку 1801 р.: Алфавітний покажчик» (1907), «Початки народного шкільництва на Буковині» та низка історико-етнографічних нарисів про національні меншини Буковини (німців, вірменів, циганів, євреїв). Для його праць подекуди характерна ідеалізація політики Австрії на Буковині.